# Atlas van Loon

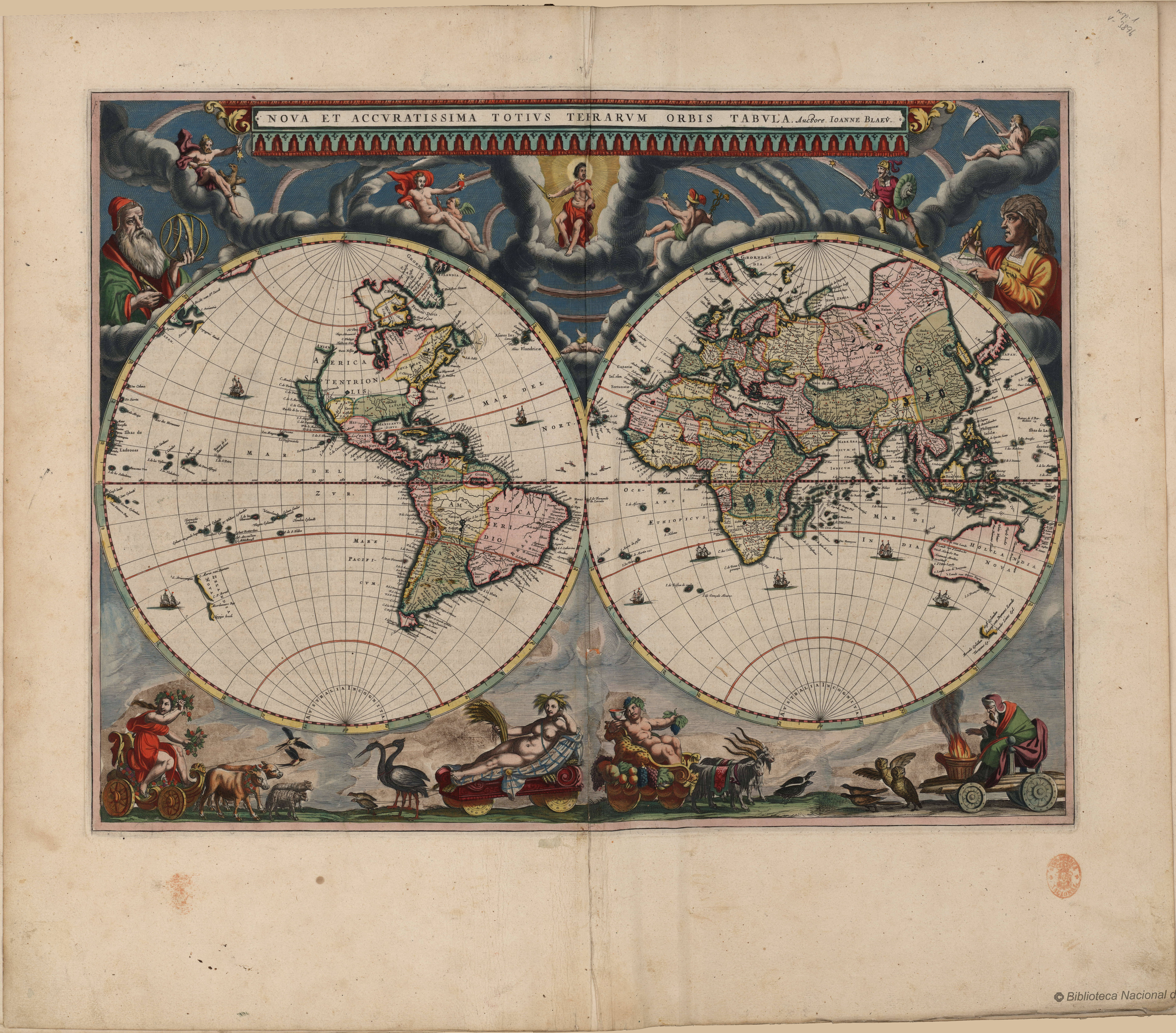
Carta del mundo de Blaeu, primer libro del Atlas Van Loon (1664)

El Atlas van Loon es una colección de atlas formada por el neerlandés Frederik Willem Van Loon (1644-1728), que cuenta con veinticuatro volúmenes conocidos.

## El encargo
Frederik Willem Van Loon (1644-1708) era un potentado ciudadano de Ámsterdam que trabajaba en la dirección de un banco mercantil. También, miembro del consejo municipal de la 
ciudad de Ámsterdam. Como no estaba satisfecho con la versión estándar del Atlas Maior de Joan Blaeu (1596-1673), le pide al librero artesano Alberto Magnus (1642-1689) que encuadernara una colección de atlas, la más lujosa posible. Los veinticuatro volúmenes de atlas diversos fueron encuadernados en marroquinería roja, con escudo de armas estampado en oro. Todos los mapas del atlas están muy bien coloreados y embellecidos con dorados hechos a mano. Para guardar su colección de atlas fabricó un armario de madera de olivo, hoy desaparecido.

## Relación de atlas

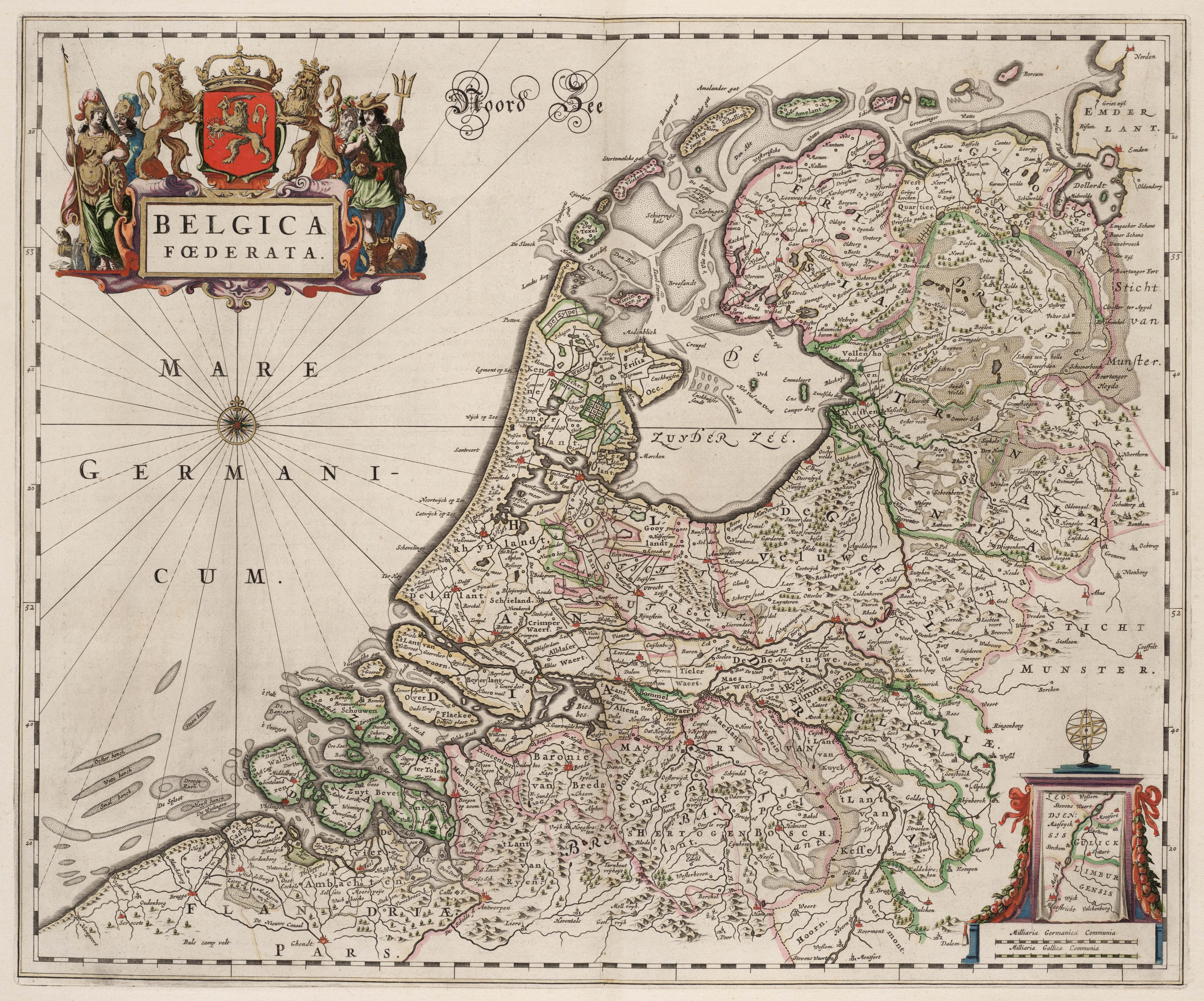
Bélgica Fœderata (1664)

El Atlas van Loon es un conjunto de veinticuatro volúmenes de mapas de los que dieciocho se conservan en el Nederlands Scheepvaartmuseum (Museo Naval de los Países Bajos). 
Los primeros diecisiete volúmenes provienen de la colección del bibliófilo Anton Mensing.
Volúmenes conservados en el Nederlands Scheepvaartmuseum
- Volúmenes I al IX : versión holandesa del Grooten Atlas (Atlas Maior) de Joan Blaeu, publicados de 1663 a 1665
- Volúmenes X al XII : tres Volúmenes de 1663, cartas y vistas de los Estados pontificios, de la ciudad de Rome y del reino de Nápoles y de Sicilia
- Volúmenes XIII y XIV : dos tomos de la versión francesa del Grooten Atlas, Francia y Suiza, ambos de 1663
- Volúmenes XV y XVI : dos atlas de las ciudades de los Países Bajos del norte y del sur, de la serie Tooneel der Steeden de Blaeu, de 1649
- Volumen XVII : el atlas marítimo Zee-atlas ofte water-wereld de Pieter Goos (1676)
- Volumen XVIII : la edición francesa del atlas marítimo Zeeatlas de Johannes Janssonius[1] (1657)

Volúmenes de la colección en otras manos
1. Flandria illustrata[2] de Sandérus, parte II, (1644), conservada en la Koninklijke Bibliotheek en La Haya.
2. Rerum per octennium de Barlaeus (1644) (colección privada).
3. Atlas du monde maritime de Johannes Janssonius, parte 5 de su Franse Atlas Novus, forma parte de la colección del alemán Otto Schäfer pero actualmente en préstamo en la Nederlands Scheepvaartmuseum y es el volumen dieciocho Atlas van Loon.
4. Théâtre du Monde VI contenant le vieil monde de Janssonius, parte 6 de su Franse Atlas Novus, conservado en la Biblioteca Universitaria de Ámsterdam..
5. Nieuwe groote zeespiegel de Pieter Goos (1641), conservada en la Biblioteca Universitaria de Ámsterdam.
6. Los dos volúmenes del Theatrum Statuum Sabaudiæ de Blaeu (1682) (colección privada).

## Galería de imágenes

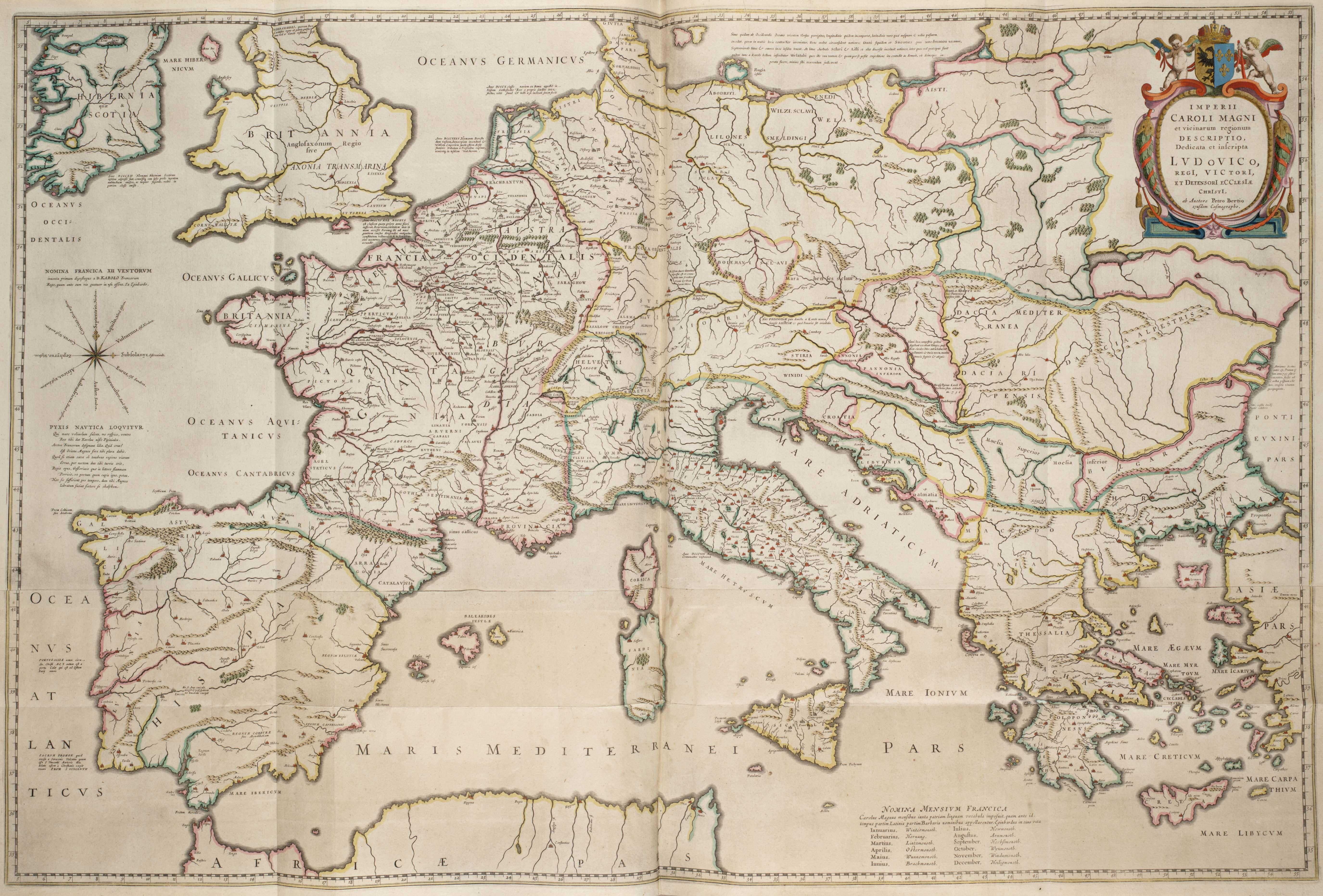
El Imperio de Carlomagno
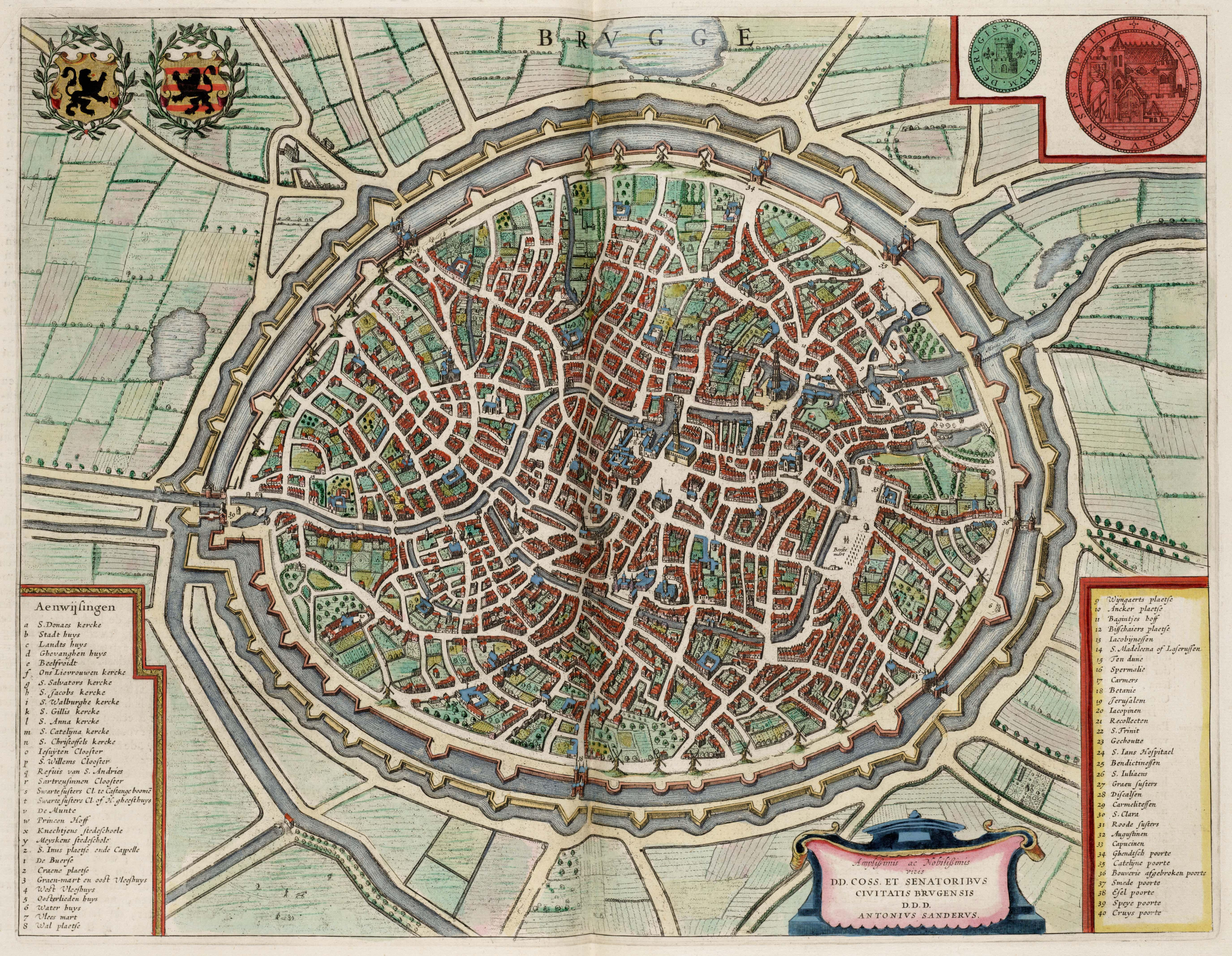
Brujas
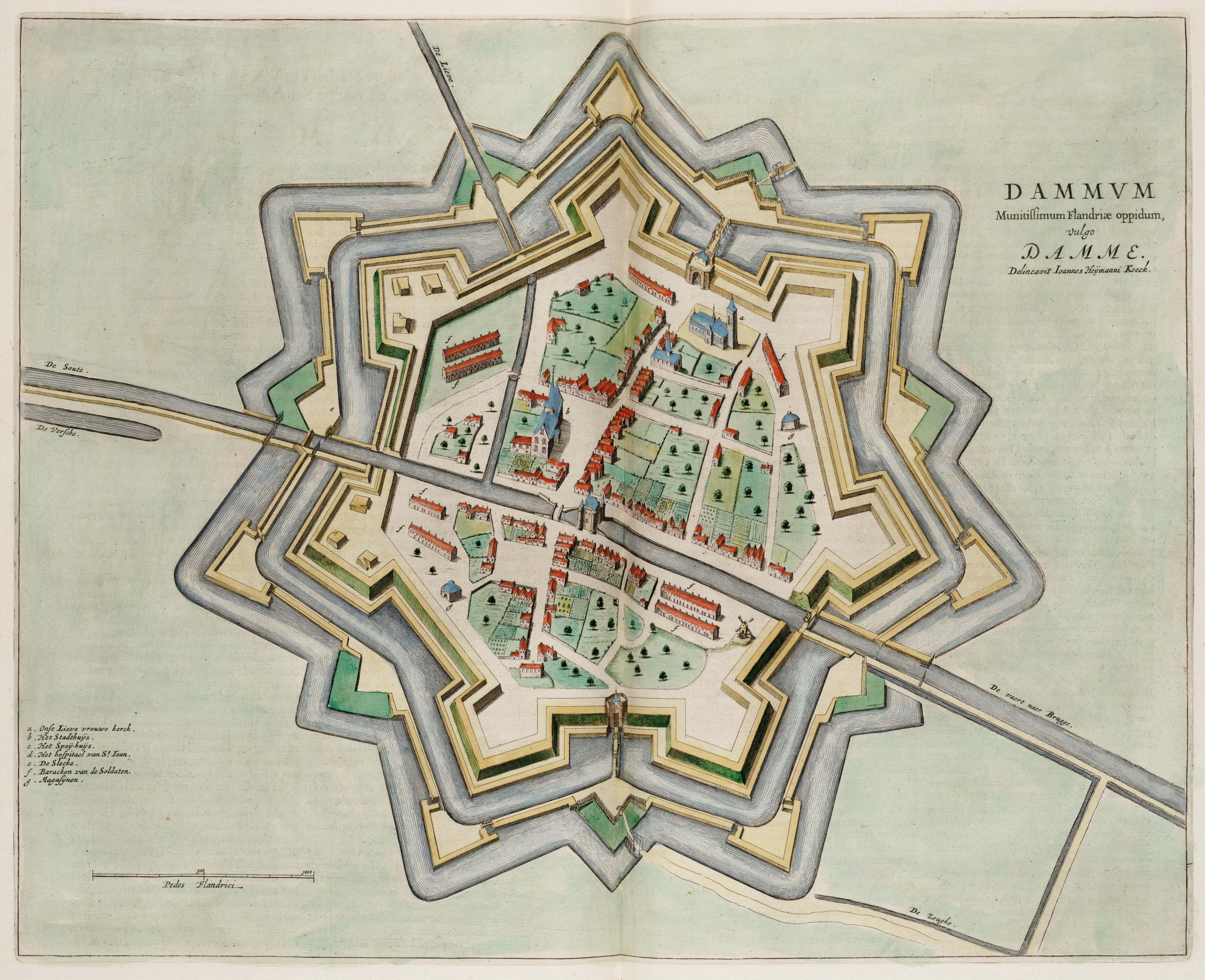
Damme
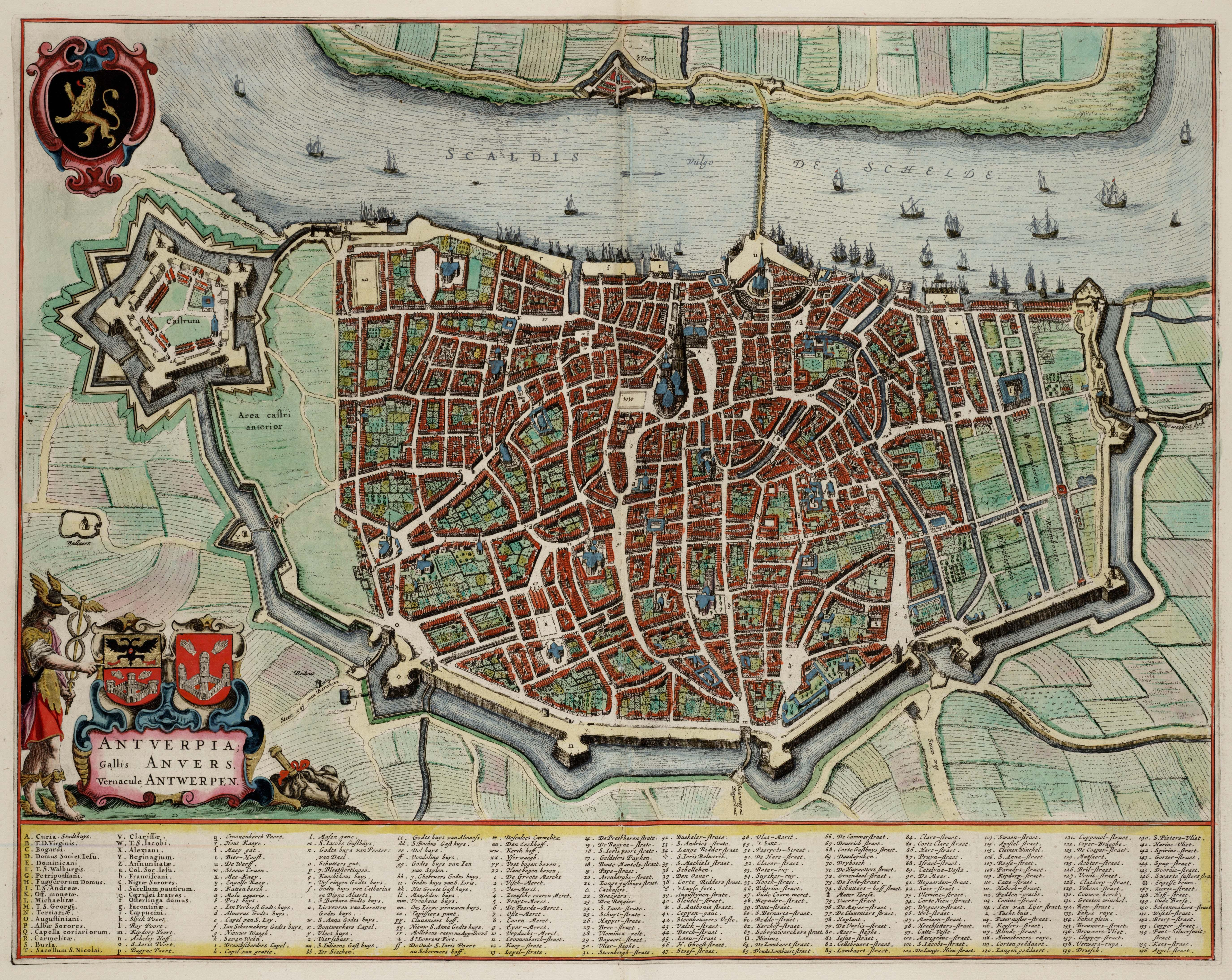
Amberes
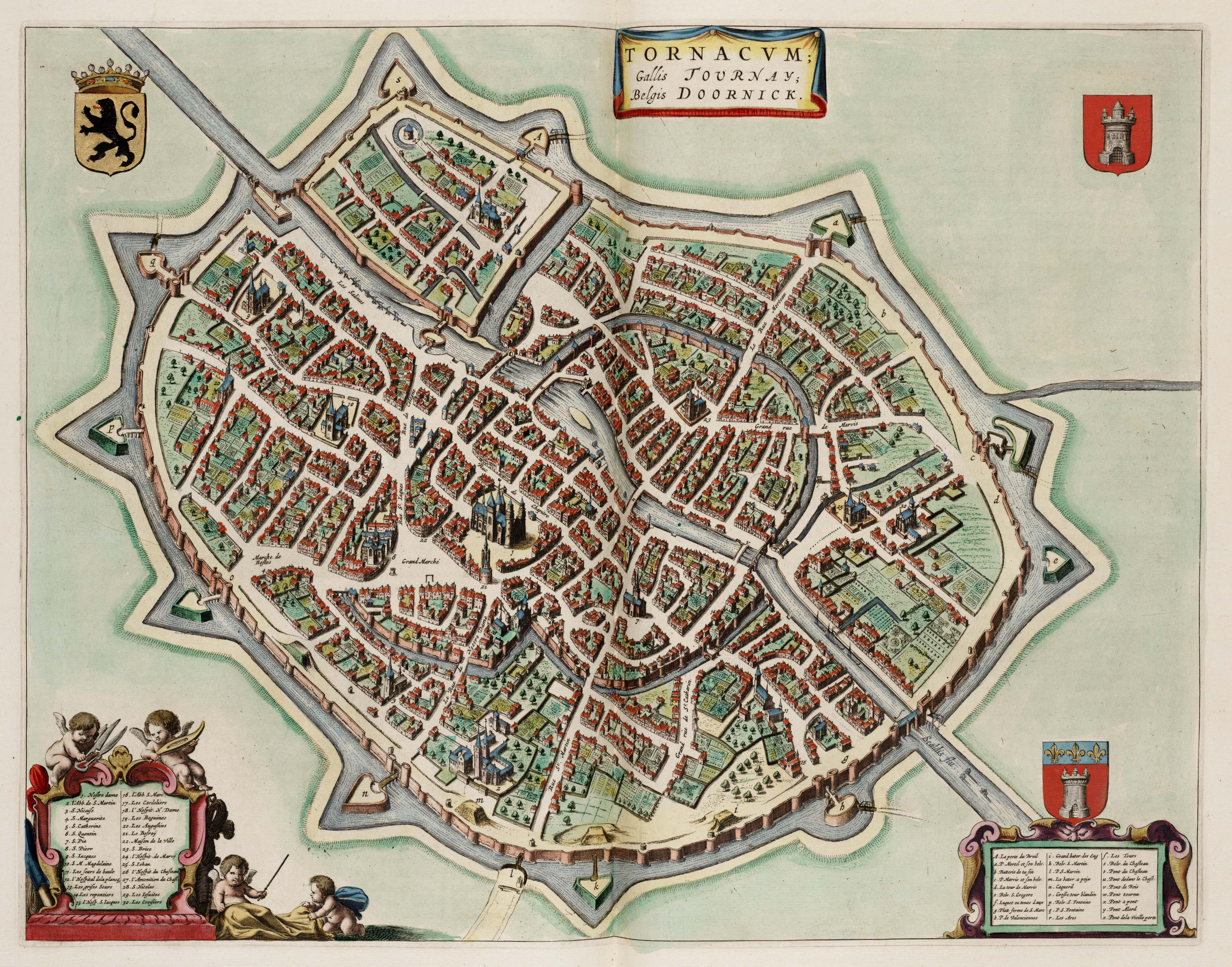
Tournai
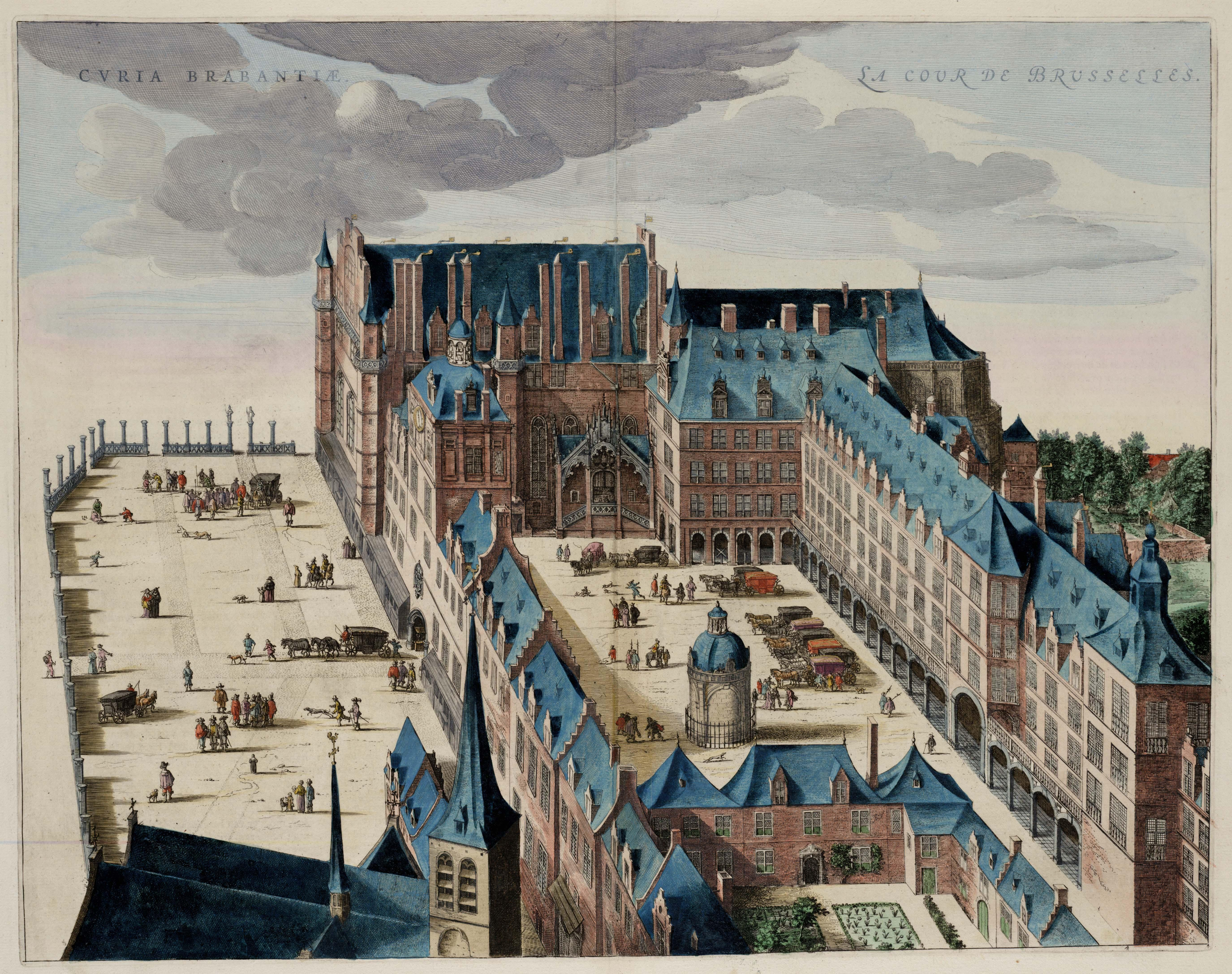
El Palacio de Coudenberg en Bruselas
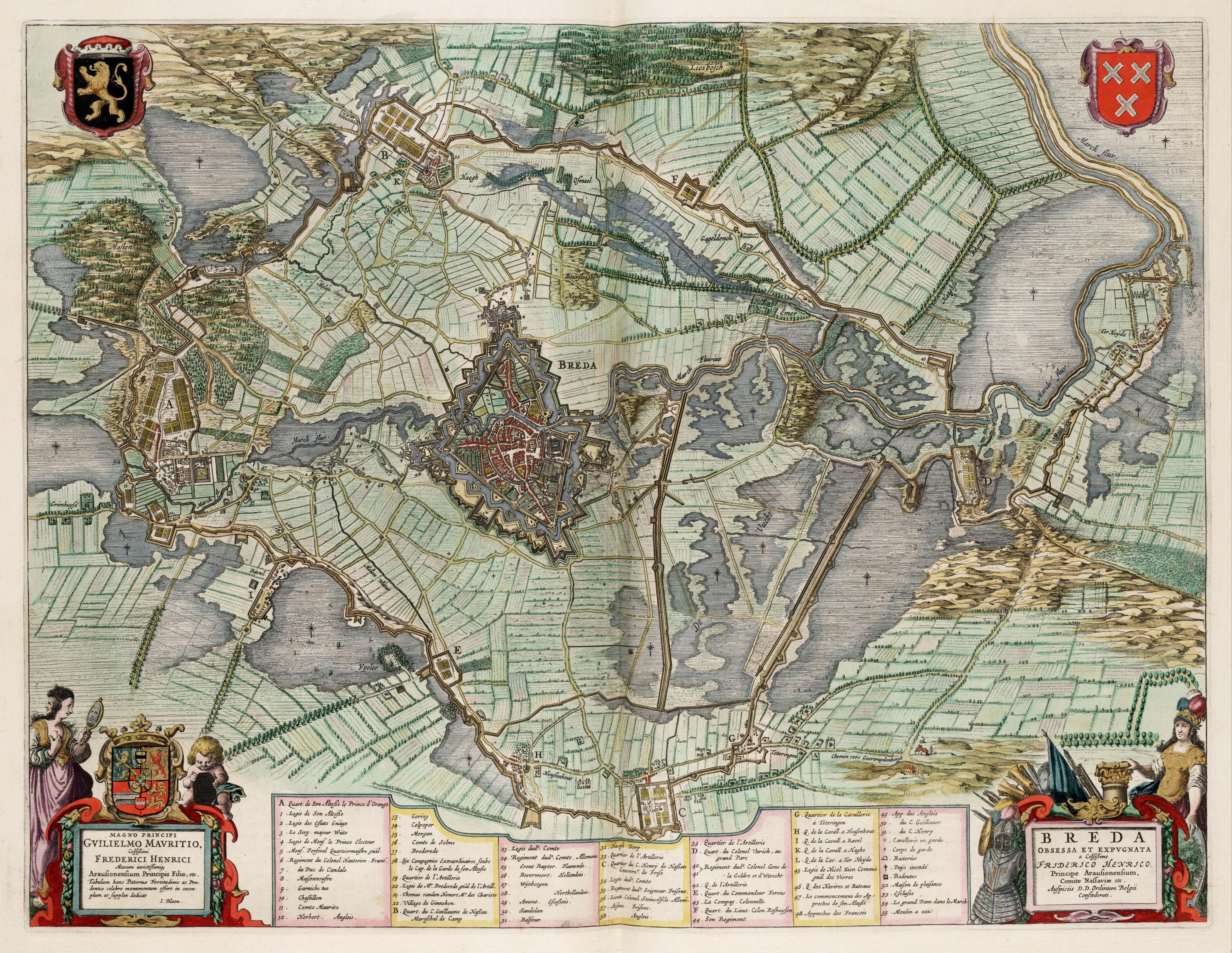
Sitio de Breda (1637)
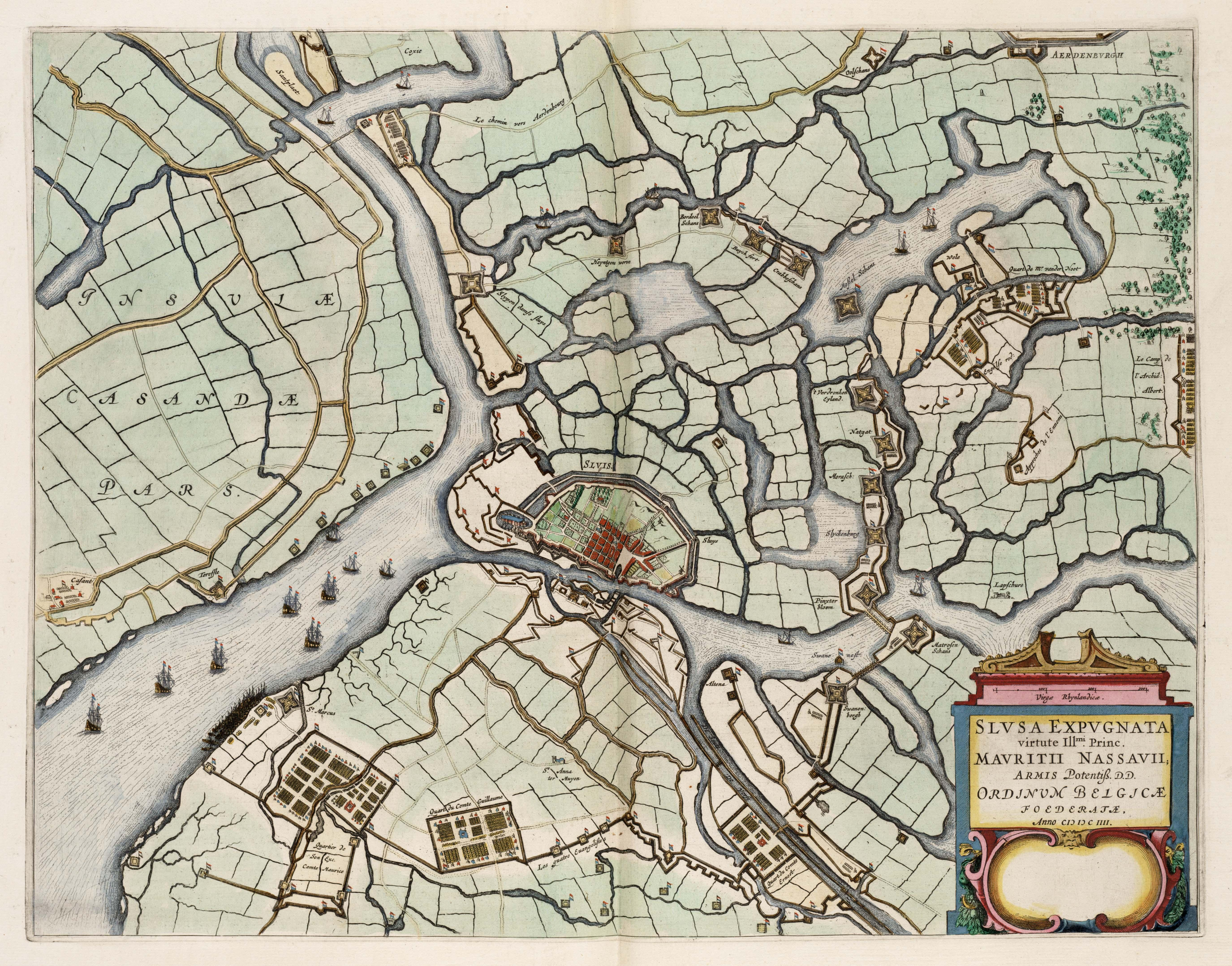
La toma de Sluis por Mauricio de Nassau en 1604